# Райхенау-им-Мюлькрайс
Райхенау-им-Мюлькрайс (нем. Reichenau im Mühlkreis) — ярмарочная коммуна (нем. Marktgemeinde) в Австрии, в федеральной земле Верхняя Австрия.
Входит в состав округа Урфар. Население составляет 1203 человека (на 31 декабря 2005 года). Занимает площадь 10 км². Официальный код — 41 619.

## Политическая ситуация
Бургомистр коммуны — Херман Райнгрубер (АНП) по результатам выборов 2003 года.
Совет представителей коммуны (нем. Gemeinderat) состоит из 19 мест.
- АНП занимает 11 мест.
- СДПА занимает 5 мест.
- другие: 2 места.
- АПС занимает 1 место.